# St Erme
 (septembre 2023).
St Erme est une paroisse civile et un village des Cornouailles, en Angleterre.